# Beniamin (Karielin)
Beniamin, imię świeckie Wasilij Matwiejewicz Karelin (ur. 12 marca?/24 marca 1824 w Miedwiediewie, zm. 9 sierpnia?/21 sierpnia 1874 w Rydze) – rosyjski biskup prawosławny.

## Życiorys
Urodził się w rodzinie kapłana prawosławnego w guberni riazańskiej. Ukończył seminarium duchowne w Riazaniu i Moskiewską Akademię Duchowną. 23 maja 1849 przyjął święcenia kapłańskie, zaś 3 października tego samego roku uzyskał tytuł magistra nauk teologicznych. 24 marca 1854 złożył wieczyste śluby zakonne. Po dwóch latach podjął pracę inspektora seminarium duchownego w Rydze, od 1857 jako archimandryta. 15 grudnia 1859 został przeniesiony do Astrachania jako rektor seminarium duchownego, zaś od 8 marca 1860 także przełożony monasteru św. Jana Chrzciciela. W lipcu 1862 przeniesiony po raz drugi, do Permu, gdzie został rektorem seminarium duchownego.
29 maja 1866 miała miejsce jego chirotonia na biskupa rewelskiego, wikariusza eparchii ryskiej. 2 marca 1870 został jej biskupem ordynariuszem z tytułem biskup ryski i mitawski. Godność tę piastował do śmierci w 1874.